# 에두아르도 페냐 트리비뇨

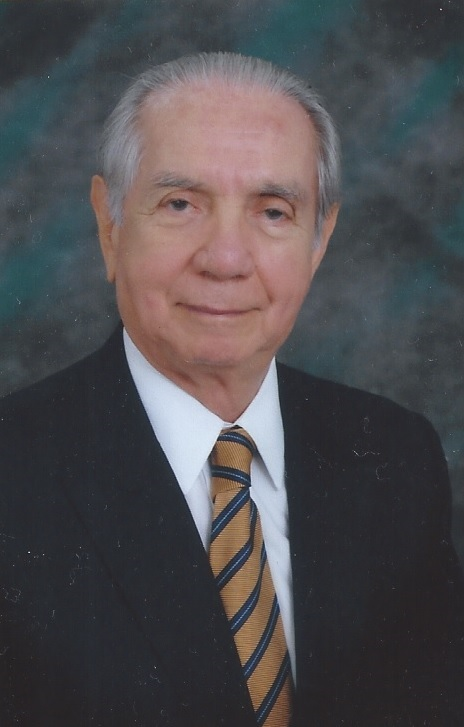

에두아르도 페냐 트리비뇨(스페인어: Eduardo Peña Triviño)는 에콰도르의 정치인이다. 횡령죄로 기소된 알베르토 다익의 뒤를 이어 부통령이 되었다. 과거 교육부 장관을 지낸 바 있다.

## 참조
1. ↑  “Dr. Eduardo Peña Triviño”. 2012년 4월 15일에 확인함.[깨진 링크(과거 내용 찾기)]